# The Breakers
The Breakers est une maison américaine du Gilded Age située au 44 Ochre Point à Newport (Rhode Island). Elle est la résidence de la famille Vanderbilt, l'une des plus riches familles des États-Unis à la fin du XIXe siècle.
La maison est élevée entre 1893 et 1895 pour Cornelius Vanderbilt II et sa femme Alice Claypoole Vanderbilt. Elle vient en remplacement de l'ancienne maison, elle aussi connue sous le nom de « Breakers », détruite par un incendie en 1892. Lors de son achèvement, elle devient la plus grande maison de Newport, la destination d'été la plus recherchée aux États-Unis.
Depuis 1972, la demeure appartient à la Société de Préservation du Comté de Newport, qui l'ouvre au public. En 2017, elle reçoit 450 000 visiteurs.

## Histoire

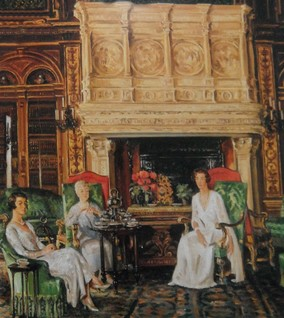
Mme Cornelius Vanderbilt avec ses filles, Gertrude et Gladys, dans la bibliothèque du Breakers, 1932.

Après un incendie qui détruit l'ancienne maison, en novembre 1892, la femme de Cornelius Vanderbilt II, Alice Claypoole Vanderbilt, demande à l'architecte Richard Morris Hunt d'en dessiner une nouvelle. Alice et Cornelius choisissent le dessin d'un palazzo du style de la Renaissance italienne. Alice veut élever une maison qui surpasse la splendeur de Marble House, le manoir que sa belle sœur Alva Vanderbilt a fait construire.
Selon un rapport contemporain du New York Times, le palais « à l'égard du coût et de l'installation générale est dit surpasser toute résidence privée d'été du monde ». Les meubles sont spécialement créés pour la maison et beaucoup d'artisans sont venus d'Europe pour en réaliser les décors. Cornelius, anticipant le besoin de remplacer le toit dans l'avenir, fait fabriquer assez de tuiles pour pouvoir le remplacer trois fois. Le coût de la maison s’élève à 7 millions de dollars.
Les Vanderbilt font appel aux technologies de pointe de l'époque pour construire leur maison. Elle est équipée d'un ascenseur et de l'éclairage électrique, quand de telles inventions n'étaient utilisés que dans les bâtiments publics. Les appareils d'éclairage étaient dessinés pour fonctionner à l'électricité et au gaz, parce que lors de la construction, la dernière méthode était plus fiable que la première.
La maison était alimentée en eau douce et en eau salée. L'eau salée était réputée avoir des vertus curatives et thérapeutiques pour la peau. L'eau pour les lavabos, les toilettes et les autres installations secondaires est fournie par la ville, et l'eau à boire et pour se baigner est de l'eau de pluie, recueillie dans des citernes installées sous les terrasses.
Le bal tenu au Breakers le 14 août 1895 pour marquer le début en société de Gertrude, la fille aînée d'Alice et Cornelius Vanderbilt, sert d'inauguration à la nouvelle maison.
Gladys Vanderbilt, comtesse de Széchenyi, septième et plus jeune enfant des époux Vanderbilt, hérite de la maison à la mort de sa mère, en 1934. À partir de 1948, la comtesse permet à la Société de préservation de Newport de proposer au public des visites du rez-de-chaussée. En échange, la société s'engage à payer un dollar symbolique par an et à assumer les frais d'exploitation et d'entretien de la maison. La société achète la propriété en 1972 pour 366 475 de dollars et la maison devient un National Historic Landmark en 1994,.
En 2017, la maison est visitée par 450 000 personnes. Deux ans plus tard, la Société de préservation commence une restauration des jardins pour leur redonner leur disposition et leur aspect de 1895. Les jardins avaient été ravagés par l'ouragan de 1938, qui a détruit la plupart des plantations originaux,.

## Description

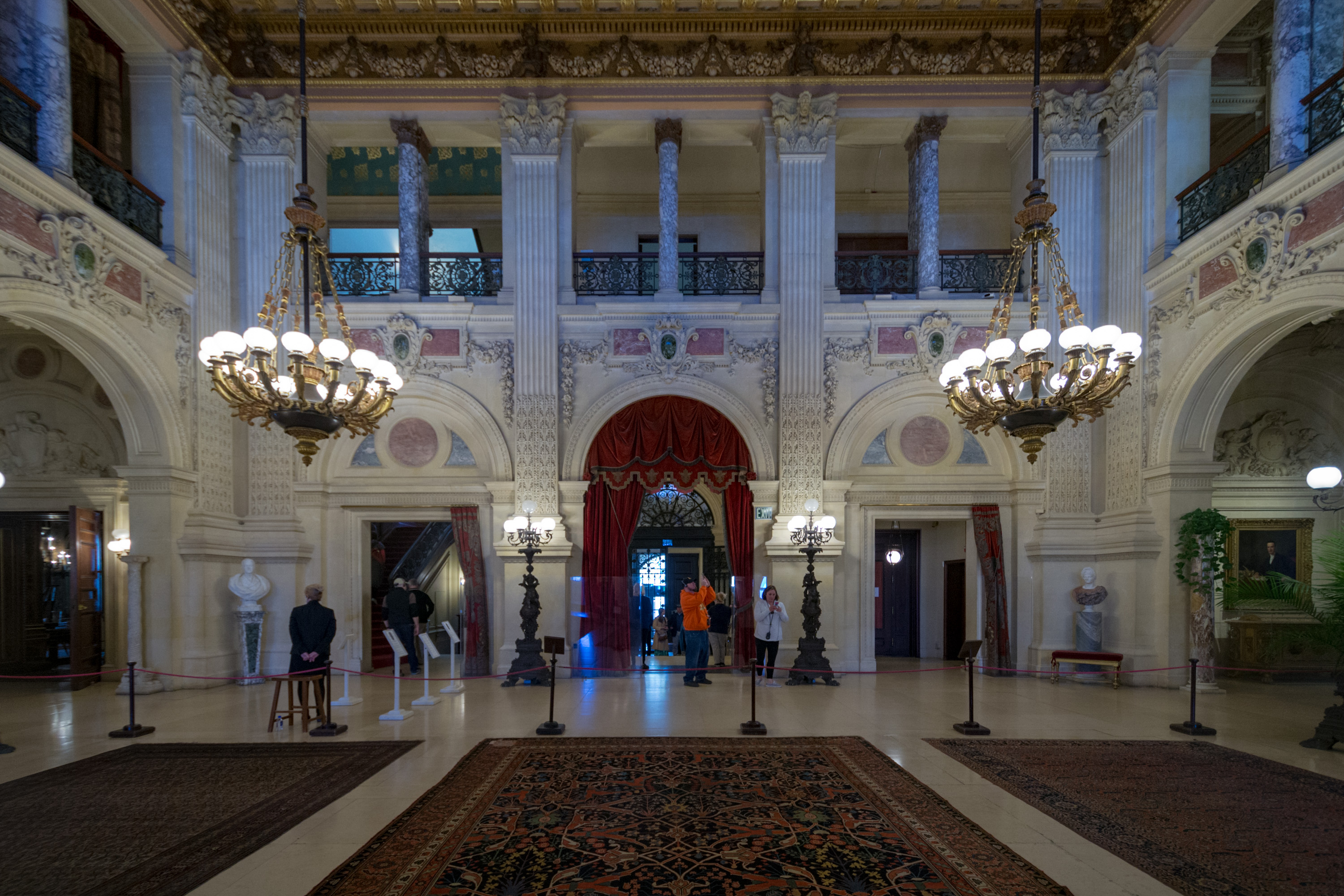
La grande salle

La maison est située sur 13 acres (5.26 hectares) de terre à Ochre Point ; les vues sur les vagues de la mer Atlantique se brisant sur les rochers donnent à la maison son nom de « Breakers ». Cornelius voulait que la maison était si construite qu'elle serait la plus ignifuge possible. Ainsi il n'y a aucune partie de bois ; le structure de maçonnerie est encadré d'acier et habilé de calcaire d'Indiana, choisi, extrait et sculpté par la compagnie de James Sinclair et Co. de New York. Les sols sont faits de mosaïque, de marbre, de tuile, et de granito. Les chaudières sont installées sous terre et à distance de la maison. La cuisine est située dans sa propre aile sur le rez-de-chaussée plûtot que dans le sous-sol, ce qui était la coutume habituelle du temps.
Selon le Registre national des lieux historiques, « le style extérieur est celui de la Haute Renaissance Italienne des palais du XVIe siècle de Gênes et de Turin ». Il y a plus de soixante-dix pièces au-dedans, dont 33 étaient accordés aux domestiques,.

### La grande salle

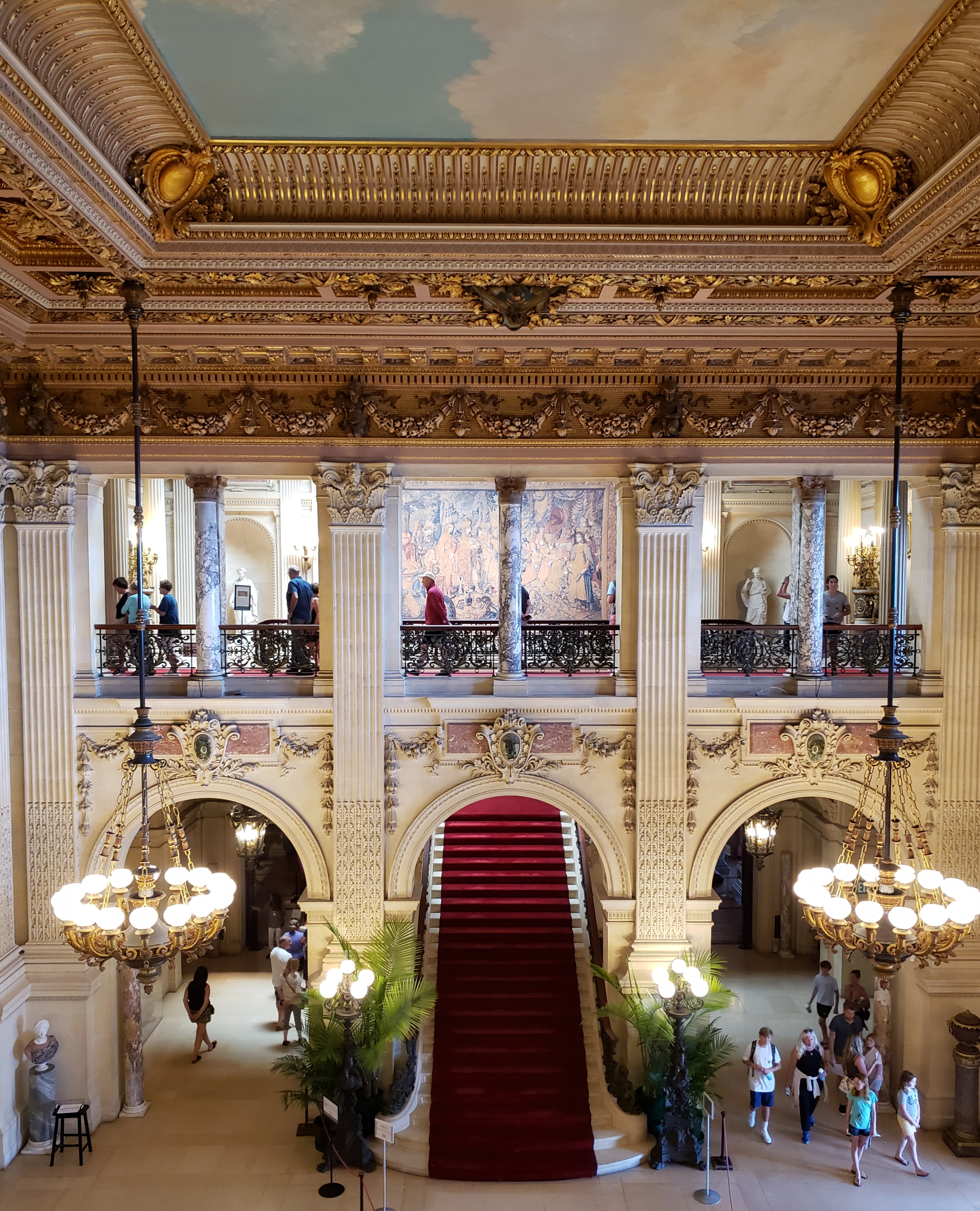
L'escalier de la grande salle

Précédant la grande salle, en entrant la maison, il y a deux salles de réception, l'une à droite pour les hommes et l'autre à gauche pour les femmes. La première est lambrissée de chêne et pourvue d'une cheminée en marbre jaune de Numidie. La salle des femmes est lambrissée de boiseries du XVIIIe siècle prises de la maison parisienne de Mégret de Sérilly, auparavant Trésorier-payeur général de l'armée française. Chaque panneau est sculpté d'un thème individuel, comme l'Astronomie, la Musique, Les Arts, etc. Les meubles sont du style Louis XVI, tapissés de tapisserie de Beauvais, et le tapis ancien est réalisé par la Manufacture de la Savonnerie.
Le noyau de la maison est la grande salle au centre, qui a 45 pieds (environ 14 mètres) de hauteur. Elle fait hommage au cortile, ou la cour en plein air, des palais italiens, quoique celle du Breakers soit couverte par un plafond peint d'une fresque du ciel. La grande salle est habillée de pierre de Caen et sur le premier étage est une galerie avec des colonnes de marbre italien donnant sur le rez-de-chaussée. Les moulures du plafond de la galerie sont dorées à la feuille d'or. Une tapisserie flamande, crée par Carel van Mander en 1619, domine l'escalier ; elle montre Alexandre le Grand recevant des hommages et des tributs. Pour illuminer la tapisserie, il y a une verrière de vitrail spécialement exécutée par le muraliste Francis Lathrop. Au-dessous de la tapisserie est un portrait de Mme Vanderbilt par le peintre espagnol Raimundo de Madrazo y Garreta, peint en 1867.

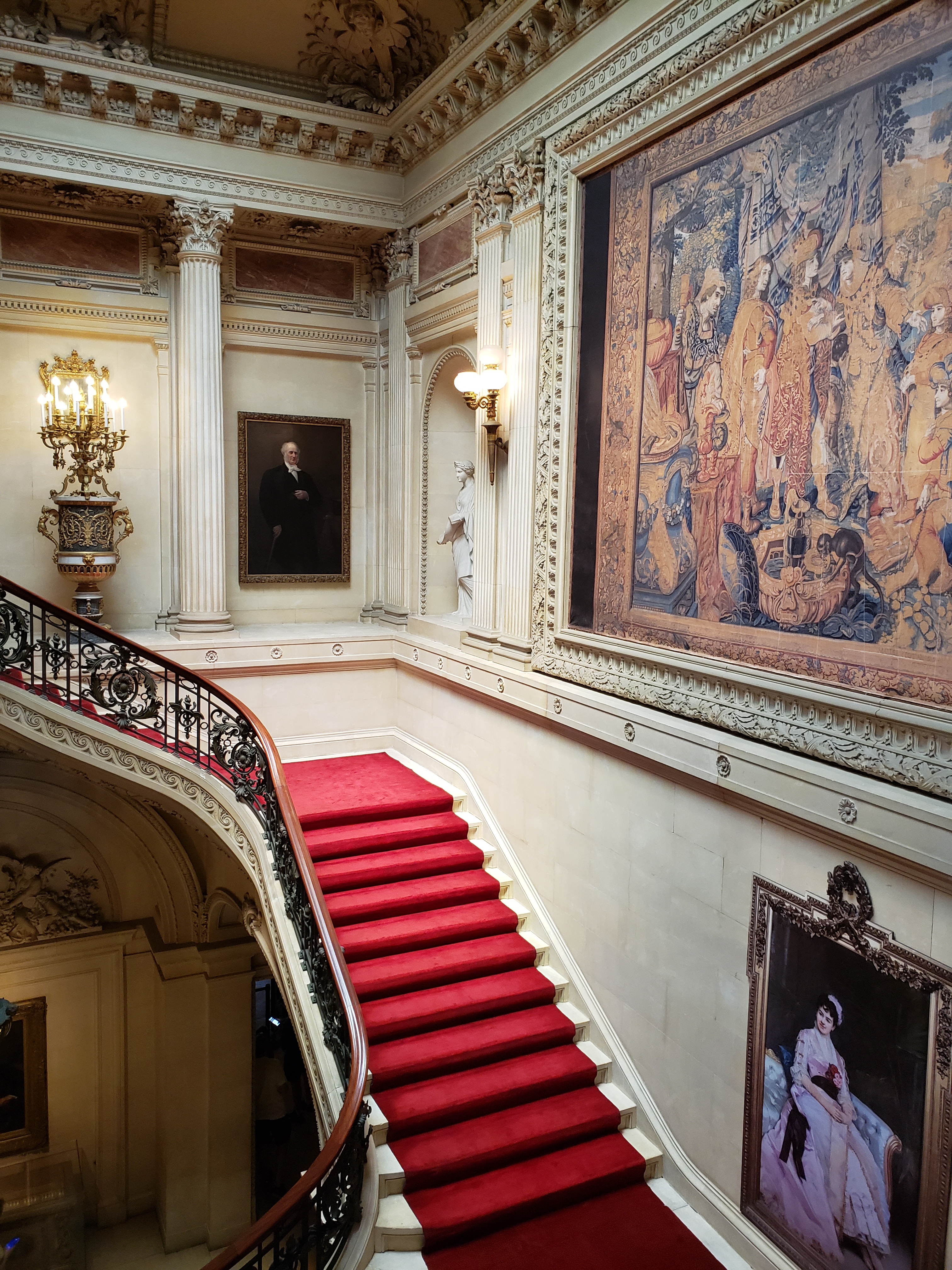
L'escalier principal

Quatre chandeliers et huit candélabres de bronze éclairent la salle, répliques de modèles italiens du XVIe siècle. Six portes mènent aux salons ; au-dessus des portes sont des sculptures de calcaire figurant les progrès humains dans les arts, les sciences, et l'industrie. Sur deux colonnes de marbre sont deux vases de porphyre, répliques des originaux du Salon d'Apollon au Château de Versailles.
Le motif de feuilles de chêne et de glands paraît plusieurs fois dans la salle. Il représente la solidité et la longévité, et ce symbole est adopté par la famille Vanderbilt comme leur sien. À côté de la salle est une arcade où se trouvent deux fauteuils du XVIe siècle pris du Palais Farnèse à Rome. Ils montrent les blasons des familles Barberini et Borghese. Le plafond de cette arcade est voûté et peint de guirlandes et de chérubins.
Sous le grand escalier est une fontaine sous la forme d'une coquille Saint-Jacques, dessinée et sculptée par Karl Bitter. Au-devant de la fontaine sont trois tapis faits par l'atelier de William Morris en Angleterre.

### Les salons

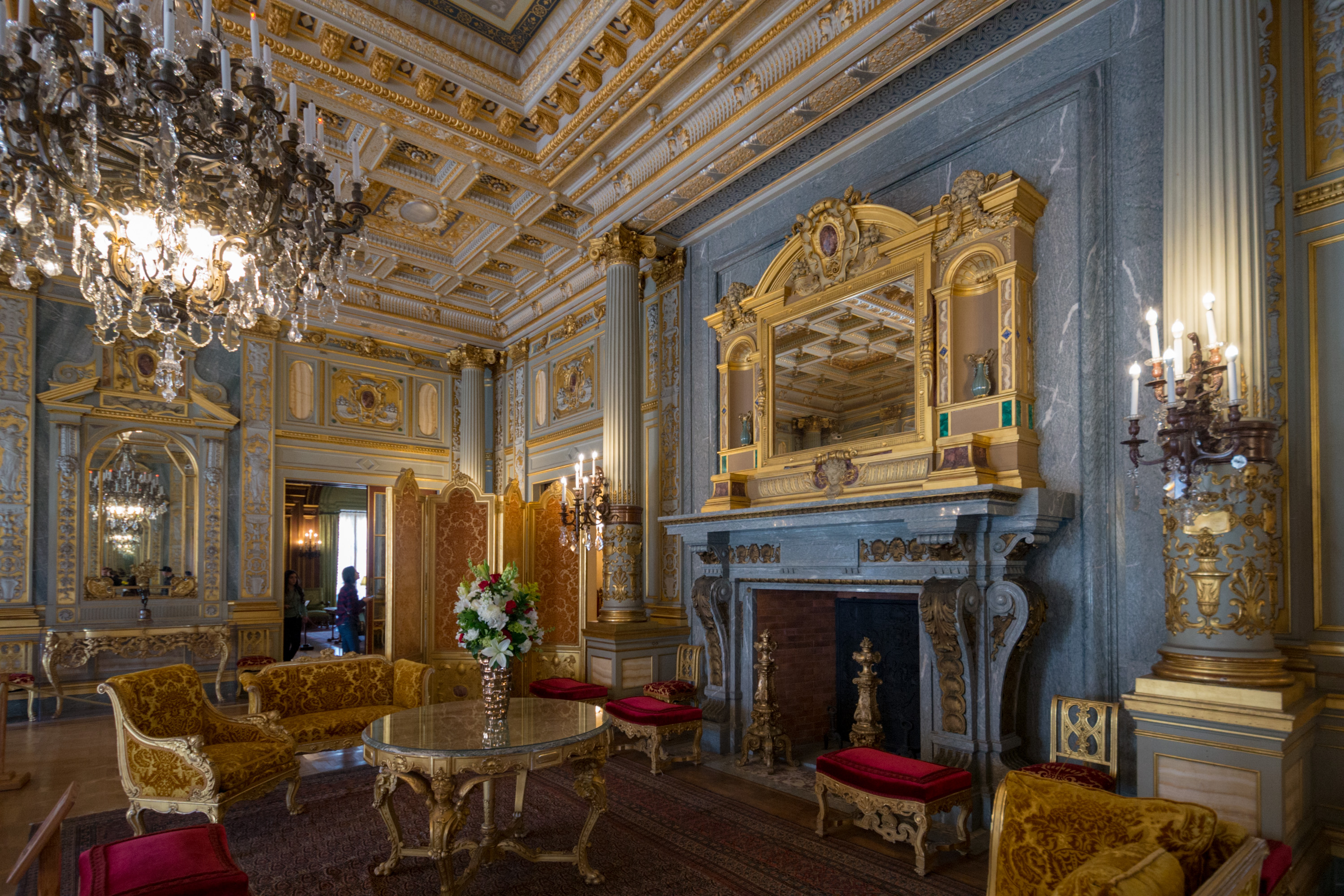
Le salon de musique

Les salons autour de la grande salle abondent de marbres rares, dorure, et de meubles somptueux. Ils sont de différents styles historiques : il y a une bibliothèque élisabéthaine et un salon de musique de style Renaissance italienne fourni en marbres rares.
La bibliothèque est lambrissée de boiseries de noyer circassian et le plafond est renfoncé de caissons couverts de feuille d'or. La cheminée provient du Château d'Arnay-le-Duc en Bourgogne, comportant l’inscription en ancien français : « De gran bien me rie, et poinct ne défault ; Il n'est qu'adresse, quant tout prévault ».

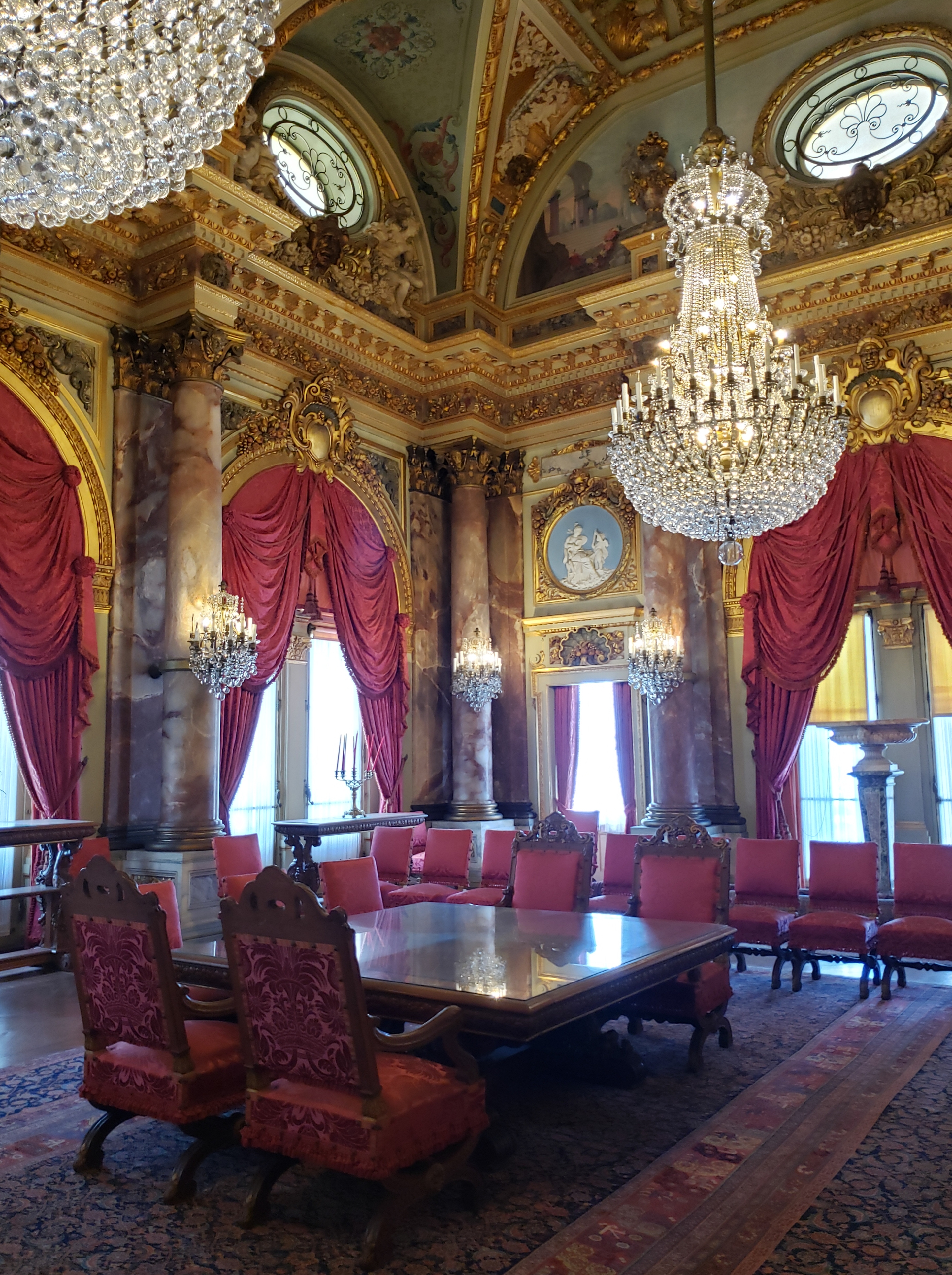
La salle à manger

Les salons de musique et du matin sont dessinés par Richard Van der Boye et manufacturés en France par la compagnie d'Allard & Fils, puis démontés et transportés à Newport où ils sont assemblés par les mêmes artisans français,.
Les murs du salon de billard sont incrustés de marbre de Cipollino avec les arcs et les cadres en albâtre. Le sol est fait d'une mosaïque composée de motifs de glands sur un fond d'albâtre, onyx, et marbre. Les bougeoirs sur les murs sont dessinés par Louis Comfort Tiffany.
La salle du petit-déjeuner est lambrissée de boiseries du XVIIIe siècle qui proviennent d'un château français. L'ameublement d'acajou est réalisé par Allard & Fils et il y a une cheminée de marbre de Pavonazzo. Les cabinets près de la cheminée contiennent une collection de verre vénitien du XVIe siècle.

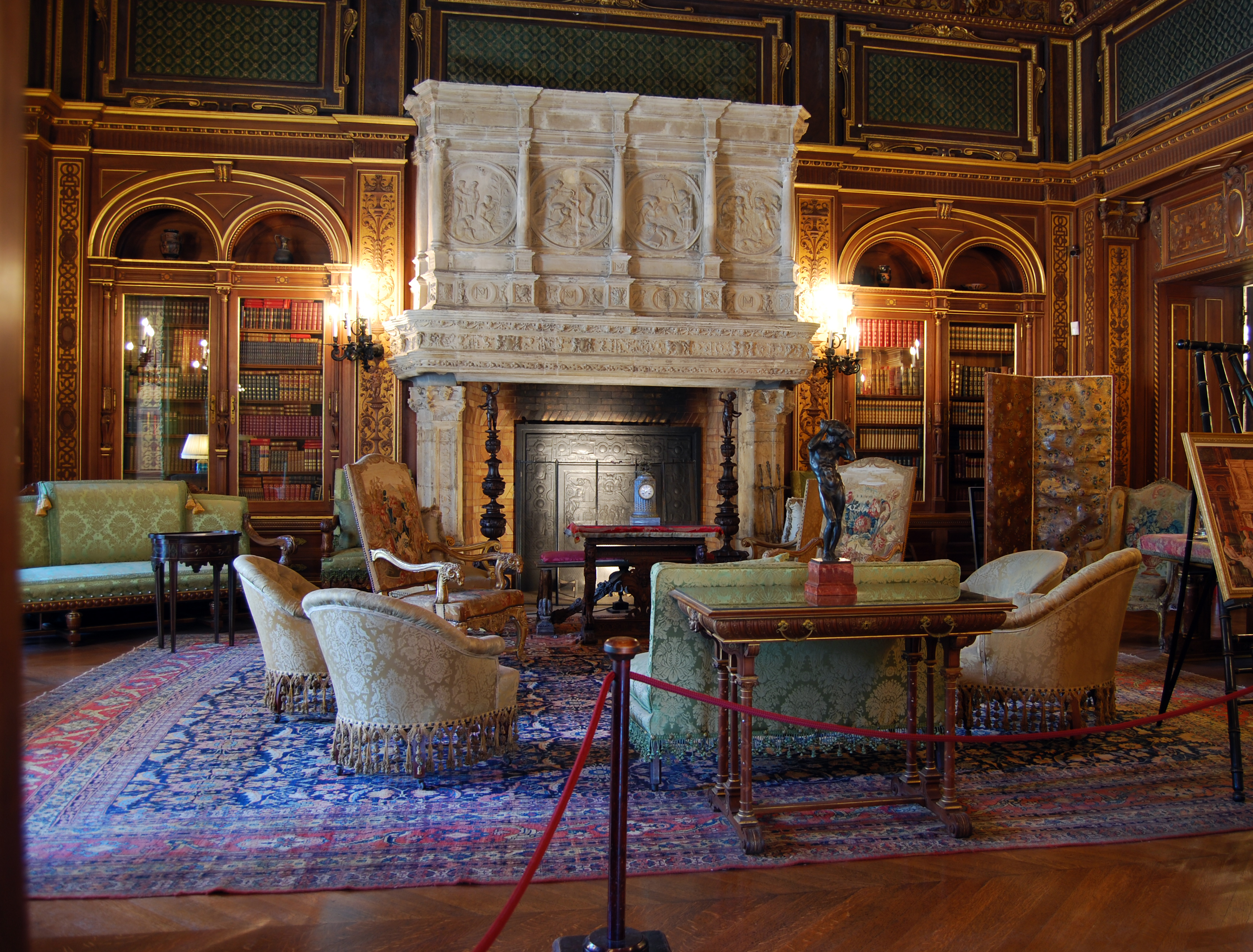
La bibliothèque du Breakers

La salle à manger est une zone de 2400 pieds carrés (223 mètres carrés) et deux étages de hauteur. Cette salle est aussi due à Allard & Fils et selon l'écrivain Wayne Craven, elle est « l'une des grandes chambres du monde occidental ». Le plafond est peint d'une fresque montrant « la déesse Aurore annonçant l'aube » et du plafond pendent deux chandeliers énormes composés de milliers de cristaux Baccarat. Autour des murs, qui sont habillés de marbre de Cipollino, se dressent douze colonnes d'albâtre rose surmontées de capitales de bronze doré. Au-dessus des colonnes est une grande corniche dorée incrustée de masques, pendant que le plafond est incrusté d'urnes, de guirlandes, et de figurines sculptés en haut-relief contre le plafond. La cheminée, réplique d'une du règne de Louis XIII, est de marbre gris, sculpté et doré, contre un fond de feuille d'argent. La table à manger date du XVIe siècle, faite de chêne marqueté du bois de citronnier. Elle peut accueillir 34 personnes.
Dans le façade en face de la mer est une loggia de deux étages qui fournit de splendides vues de la baie et sert d'extension réservée à la famille comme un espace de vie. Le plafond de la loggia inférieure est voûté et couvert d'une mosaïque de marbre à motifs de dauphins et de feuillage. Celui de la loggia supérieure est couvert d'une fresque  « à la façon romaine ». Les murs qui séparent les deux étages de la loggia de la grande salle au-dedans sont faits presque entièrement de glace, ce qui permet de jouir de belles vues.

#### Les chambres à coucher

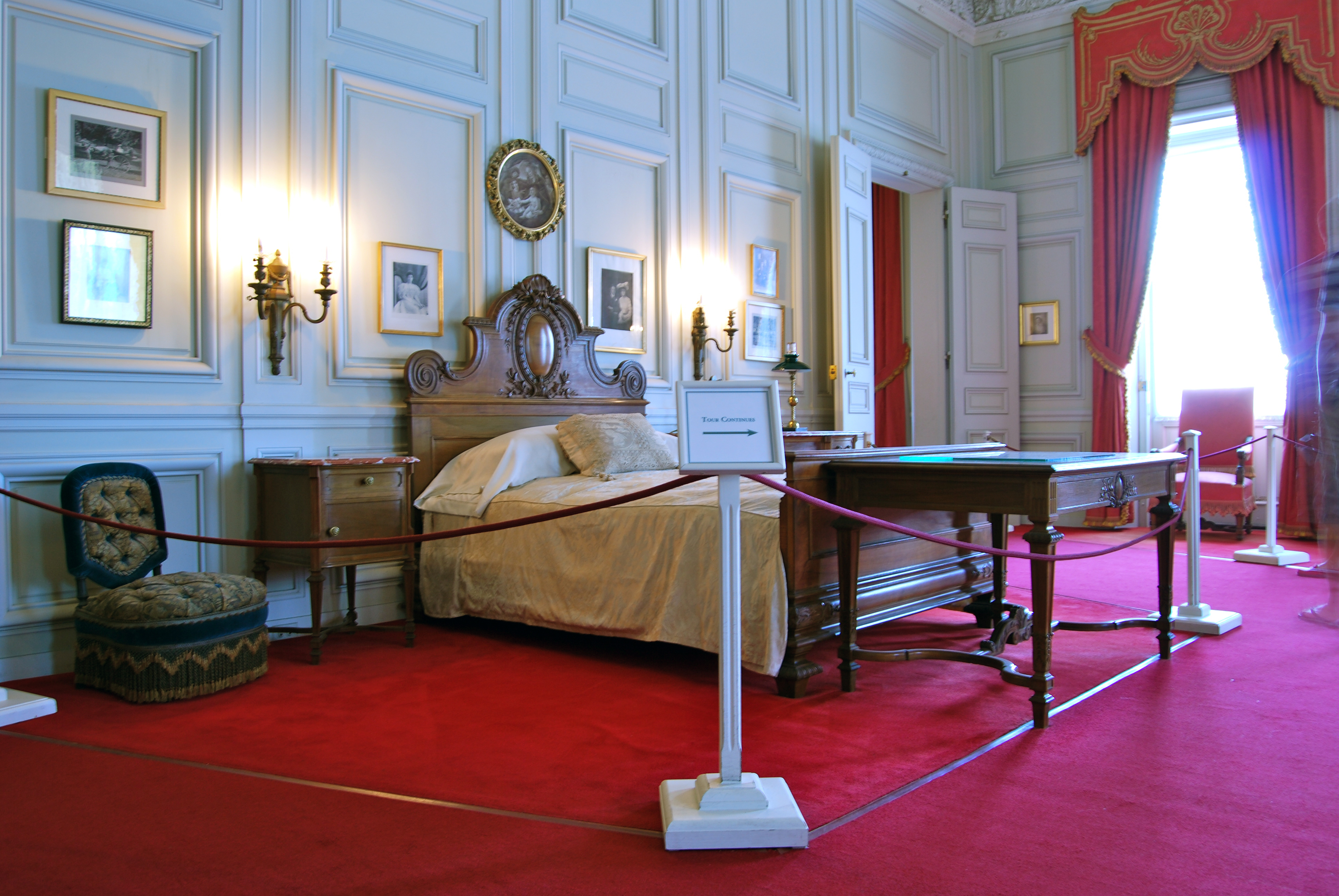
Chambre de Cornelius Vanderbilt

La plupart des chambres à coucher du premier étage sont dans le style français du XVIIIe siècle. Le décor de ces chambres est supervisé par le décorateur Ogden Codman ; il est nettement plus discret que celui des salons au-dessous,. Les chambres de Cornelius et Alice Vanderbilt sont toute  deux du Style Louis XVI; la première contient un ameublement de noyer. Dans la chambre de Gertrude Vanderbilt est un portrait de Gertrude enfant par le peintre Federico de Madrazo.
Le deuxième étage comporte huit chambres à coucher ainsi qu'un salon lambrissé de boiseries de noyer du style Louis XVI. Cet étage est occupé par les descendants de la comtesse Szapary jusqu'en 2018,.